# Bandiera dell'Artsakh
La bandiera dell'Artsakh è stata adottata il 2 giugno 1992 dal Consiglio Supremo dell'autoproclamata repubblica, allora chiamata Repubblica del Nagorno Karabakh. Essa è evidentemente basata sulla bandiera dell'Armenia, con l'aggiunta di un disegno bianco che vuole sia richiamare i tipici disegni dei tappeti locali, sia per rappresentare la separazione dall'Armenia, considerata come Stato madre.
La Repubblica del Nagorno Karabakh è stata rinominata Repubblica dell'Artsakh nel 2017, in seguito a un referendum che ha mantenuto, con piccole modifiche alla sua descrizione, la bandiera. In seguito all'offensiva azera nella regione del 2023, l'Artsakh ha accettato di sciogliersi entro il 1º gennaio 2024.

## Simbologia
Secondo quanto riportato dalla Costituzione del 2006, la bandiera si compone di tre fasce orizzontali di eguale misura: il colore rosso simboleggia la continua lotta del popolo armeno per l'esistenza, il cristianesimo, l'indipendenza e la libertà; il colore blu rappresenta la volontà del popolo armeno a vivere in pace mentre il colore arancione simboleggia il potere creativo e l'impegno del popolo armeno.
A partire dall'angolo superiore destro si sviluppa un disegno bianco dentato con nove gradini (quattro superiori, quattro inferiori e uno centrale di unione) che raccorda l'ultimo terzo della bandiera e termina nell'angolo inferiore destro.
Il motivo bianco, oltre che i tappeti locali, rappresenta le montagne dell'Artsakh e forma anche una freccia che punta verso ovest per simboleggiare l'aspirazione a un'eventuale unione con l'Armenia. Questo simboleggia il patrimonio, la cultura e la popolazione armena dell'area, mentre la forma triangolare e il taglio a zig-zag rappresentano l'Artsakh come regione separata dell'Armenia.

## Storia
L'idea della separazione dei colori e dell'abbozzo è stata del primo capo del Consiglio Supremo della Repubblica del Nagorno-Karabakh, Artur Mkrtchyan. Con il decreto del Consiglio supremo della Repubblica del Nagorno-Karabakh del 26 gennaio 1993, sono stati approvati lo stemma, la bandiera e l'inno della Repubblica. La bandiera è sancita dalla Costituzione della Repubblica dell'Artsakh, ed è stata adottata con un referendum nazionale tenutosi il 10 dicembre 2006. La legge "Sulla bandiera, lo stemma e l'inno della Repubblica del Nagorno Karabakh" è stata adottata il 27 novembre 2008. La descrizione della bandiera ha subito lievi cambiamenti nella Costituzione della Repubblica dell'Artsakh del 2017.